# ハルシオン・デイズ (エナメル細工)
ハルシオン・デイズ (Halcyon Days) は、エナメル（琺瑯）細工などの製品を製造するイギリスの企業、またその銘柄である。
約250年前から続くエナメル加工は一旦途絶えたが、1970年にスーザン・ベンジャミンが伝統的技法によるエナメルボックスを復刻したことから歴史は始まる。
男性の嗅ぎタバコ入れスナッフ・ボックスとして、また女性のつけぼくろ入れやミントキャンディー入れとして流行した。そのため、小型の円形もしくは箱型の製品が多い。また最も小型の製品は、イギリス国内では乳歯入れとして広く使われている。
ロンドンのハルシオン・デイズは、4つのロイヤルワラント（英国王室御用達認定証）を全て取得している数少ない生産商の一つとして知られる。また英国王室が国賓に対して進呈する伝統工芸品としても知られ、イギリスのジョン・メージャー首相が徳仁親王と雅子妃の結婚記念として進呈したことは有名である。